# 林棟軒
林 棟軒（りん とうけん、LIN DONG XUAN、1996年5月27日 - ）は、中華人民共和国のプロレスラー。IGFの興行「NEW」でデビューし、商号変更したアシスト（上海NEW）所属。

## 来歴
中学時代は地域の問題児として暴れていた。その後、WWEをテレビで観戦。エンターテインメント性のあるプロレスに興味をいだき、2016年に上海IGFができたことで門を叩く。2016年10月22日、上海メルセデスベンツ・ミキシングルームで行われたGladiator Live Showでの劉文擘戦でプレデビュー。
2017年4月5日、NEW旗揚げ戦、後楽園ホール大会で初来日し、アレクサンダー大塚戦で敗北。これをプロデビュー戦としている。2017年4月8日、上海・バンダイナムコ・ドリームホールで行われた上海IGF旗揚げ戦では常剣鋒戦、KENSO＆常剣鋒戦（パートナーはアレクサンダー大塚）の2試合を担当。後者の試合で自力初勝利。
2017年11月16日、東方英雄伝の日本旗揚げ戦では奥田啓介と日中悪童コンビを組み、メインイベントで常剣鋒＆定アキラ組と対戦。
2018年6月26日、Navig. with Emerald Spirits 2018最終戦でプロレスリング・ノア初参戦。2018年12月9日、タダスケ戦でノア初のシングルマッチを経験するなどノアの常連選手として活動。

## 得意技
- フロッグスプラッシュ
- ダイビングエルボー